# Cheilosia cottrelli
Cheilosia cottrelli är en tvåvingeart som beskrevs av Ian R.H. Telford 1939. Cheilosia cottrelli ingår i släktet örtblomflugor, och familjen blomflugor. Inga underarter finns listade i Catalogue of Life.